# Albatros szarogłowy
Albatros szarogłowy (Thalassarche chrysostoma) – gatunek dużego ptaka morskiego z rodziny albatrosów (Diomedeidae). Zamieszkuje Ocean Południowy oraz południowe rejony oceanów: Atlantyckiego, Spokojnego i Indyjskiego. Zagrożony wyginięciem.

## Taksonomia
Po raz pierwszy gatunek opisał Johann Reinhold Forster w 1785 na podstawie holotypu z okolic koła podbiegunowego na Oceanie Spokojnym. Nadał nowemu gatunkowi nazwę Diomedea chrysostoma. Obecnie (2021) Międzynarodowy Komitet Ornitologiczny (IOC) umieszcza albatrosa szarogłowego w rodzaju Thalassarche. Uznaje gatunek za monotypowy.

## Morfologia
Długość ciała wynosi 70–85 cm, rozpiętość skrzydeł 180–220 cm, masa ciała samców 3096–4345 g, samic 2840–4175 g. Głowa i szyja szare, dziób czarny z jaskrawożółtym pasem wzdłuż górnej krawędzi i z różową końcówką. Grzbiet ciemnoszary, sterówki i pierś białe. Spód skrzydeł biały, jedna z krawędzi czarna. Za okiem dostrzec można jasny pas. Osobniki młodociane mają głównie czarny dziób i głowę, ciemniejszy kark, słabo widoczną białą brew i niemal żadnej bieli na spodzie skrzydła.

## Zasięg występowania
Albatrosy szarogłowe gniazdują na wyspach położonych na obszarze od przylądka Horn na wschód po Wyspę Campbella. Około połowa światowej populacji gniazduje na Georgii Południowej. Spotykane są na wodach Oceanu Południowego oraz południowych rejonów oceanów: Atlantyckiego, Spokojnego i Indyjskiego. Przemieszczanie się młodych osobników było niegdyś zagadką dla badaczy. Zgłoszono jedynie kilka przypadków łapania się młodych albatrosów podczas połowów japońskich taklowców. British Antarctic Survey rozpoczęło program śledzenia młodych albatrosów z Bird Island z użyciem telemetrii satelitarnej, trwający od 12 maja 2018 do 1 lutego 2020.

## Ekologia i zachowanie

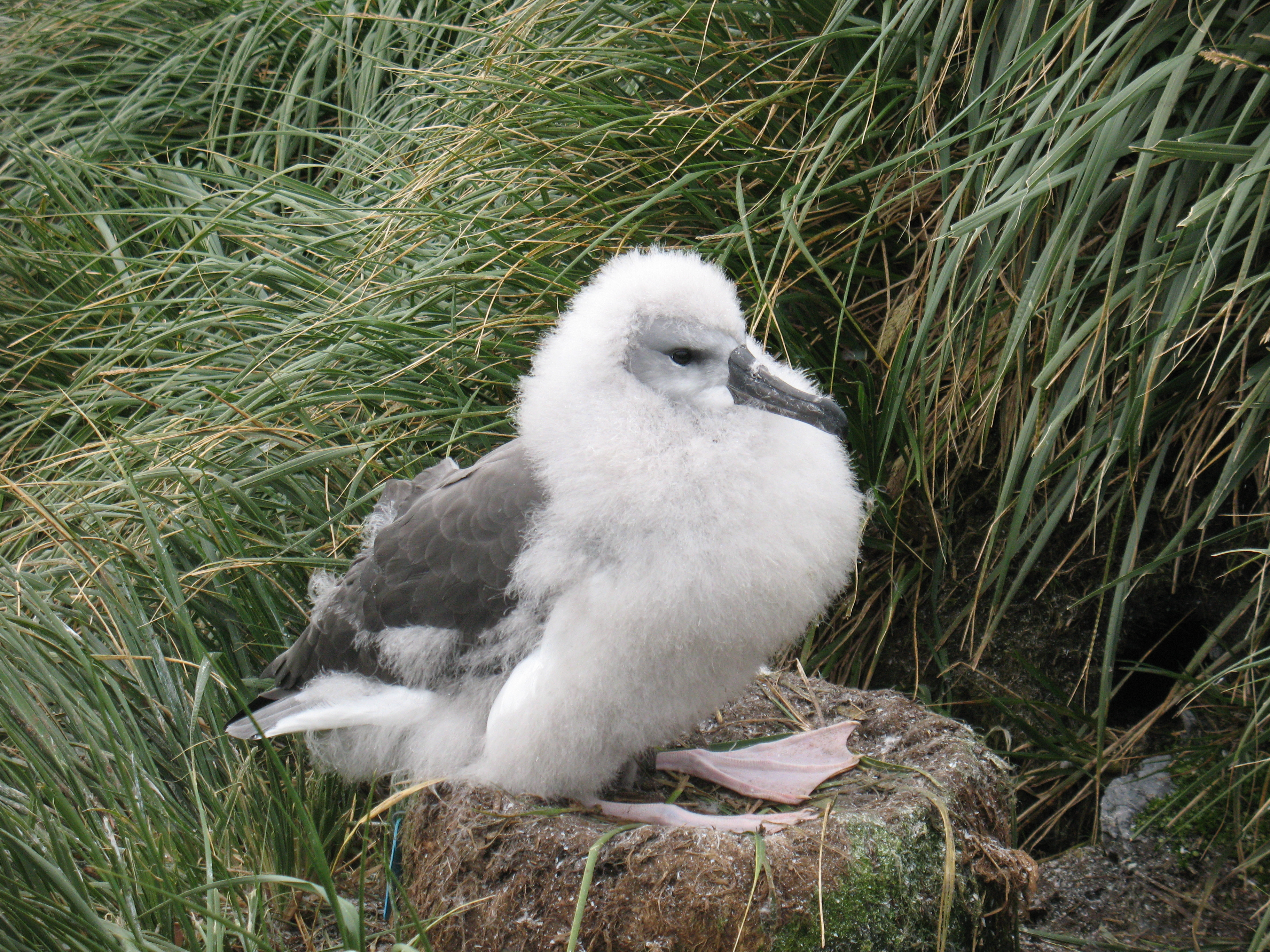
Pisklę

Albatrosy szarogłowe gniazdują na stromych zboczach i klifach, zwykle porośniętych trawami. Skład pożywienia zmienny, zmienia się w poszczególnych latach i miejscach. Pożywieniem tych albatrosów są głównie głowonogi i ryby, lokalnie zjadają również skorupiaki, padlinę i minogokształtne. Pokarm zbierają z powierzchni wody, mogą jednak nurkować na głębokość do 6 m.

### Lęgi
Albatrosy szarogłowe powracają do kolonii lęgowych od końca września i wczesnym październikiem. Jaja składane są w październiku, młode wykluwają się w grudniu. Albatrosy te gniazdują raz na dwa lata. Gniazdo to kopczyk z błota wyściełany trawami. Zniesienie liczy jedno jajo. Inkubacja trwa około 70 dni. Wyklucie się zajmuje pisklęciu 3 lub 4 dni. Później przez blisko 3 tygodnie jest nieustannie pilnowane. Młode powracają do swoich kolonii lęgowych przeważnie w wieku 6 lub 7 lat (niekiedy już 3). Mogą podjąć się rozrodu już w wieku 7 lat, jednak na Wyspie Campbella średni wiek to 13,5 roku, a na Georgii Południowej 12 lat.

## Status
IUCN uznaje albatrosa szarogłowego za gatunek zagrożony wyginięciem (EN, Endangered) nieprzerwanie od 2013 (stan w 2020). Wcześniej w latach 2000–2012 uznawany był za gatunek narażony (VU, Vulnerable), w 1994 – niższego ryzyka/bliski zagrożenia. Liczebność światowej populacji szacuje się na około 250 tysięcy dorosłych osobników. Zagrożeniem dla tych ptaków jest połów z użyciem sznurów haczykowych, na które prócz ryb łapią się też albatrosy.